# Diophtalma pallida
Diophtalma pallida är en fjärilsart som beskrevs av Percy I. Lathy 1932. Diophtalma pallida ingår i släktet Diophtalma och familjen Riodinidae. Inga underarter finns listade i Catalogue of Life.